# Свазіленд на літніх Олімпійських іграх 2016
Есватіні на літніх Олімпійських іграх 2016 був представляний 2 спортсменами в одному виду спорту. Жодної медалі олімпійці Есватіні не завоювали.

## Спортсмени
| Дисципліна     | Чоловіки | Жінки | Разом |
| -------------- | -------- | ----- | ----- |
| Легка атлетика | 1        | 1     | 2     |
| Разом          | 1        | 1     | 2     |

## Легка атлетика
Легенда
- Note – для трекових дисциплін місце вказане лише для забігу, в якому взяв участь спортсмен
- Q = пройшов у наступне коло напряму
- q = пройшов у наступне коло за добором (для трекових дисциплін - найшвидші часи серед тих, хто не пройшов напряму; для технічних дисциплін - увійшов до визначеної кількості фіналістів за місцем якщо напряму пройшло менше спортсменів, ніж визначена кількість)
- NR = Національний рекорд
- N/A = Коло відсутнє у цій дисципліні
- Bye = спортсменові не потрібно змагатися у цьому колі

Дисципліни на треку
| Спортсмен         | Дисципліна                   | Попередній забіг | Попередній забіг | Чвертьфінал      | Чвертьфінал      | Півфінал         | Півфінал         | Фінал            | Фінал            |
| Спортсмен         | Дисципліна                   | Результат        | Місце            | Результат        | Місце            | Результат        | Місце            | Результат        | Місце            |
| ----------------- | ---------------------------- | ---------------- | ---------------- | ---------------- | ---------------- | ---------------- | ---------------- | ---------------- | ---------------- |
| Сібусісо Маценьва | біг на 200 метрів (чоловіки) | 20.63 NR         | 6                | Н/Д              | Н/Д              | Завершив виступ  | Завершив виступ  | Завершив виступ  | Завершив виступ  |
| Пхумліле Ндзініса | біг на 100 метрів (жінки)    | 12.49            | 5                | Завершила виступ | Завершила виступ | Завершила виступ | Завершила виступ | Завершила виступ | Завершила виступ |